# Vítala
Vítala (en grec moderne : Βίταλα)  est un village de Grèce situé dans le dème de Kými-Alivéri, au centre-est de l'île d'Eubée, du côté de la mer Égée. Il se trouve à 74 km de Chalcis et à 5 km de Kými.

## Historique administratif
Le nom du village est apparu pour la première fois dans un texte de la division administrative de la Grèce de 1836 (el) en tant que « Vítalon » et appartenait à la municipalité de Kotylaío. Le premier maire était V. Nikolaḯdis. Au cours de la division administrative de 1912 (el), la municipalité de Kotylaío a été abolie et la « Communauté de Vítalon » a été créée, à laquelle appartenaient les villages de Charokópos (abandonné en 1960), Maletiáni (détaché en 1919) et Kriniáni qui est désormais la partie ouest de Vítala. En 1940, Vítalon a été rebaptisé « Vítala ». Depuis le programme Kallikratis de 2011, Vítala fait partie du dème de Kými-Alivéri.

## Démographie
Depuis la fin des années 1990, le nombre d'habitants à Vítala tend à diminuer. Selon les recensements de population effectués par l'ELSTAT, il y avait 819 habitants en 1991, 631 habitants en 2001 et 487 habitants en 2011.

## Géographie
Le village est situé à 5,3 km à l'ouest de Kými, au nord-est des Kotylaía (une chaîne de montagne à l'est du Dirfis), au pied des montagnes Ortári et Alokterí, à une altitude de 250 m à 310 m. Il est protégé des vents du nord car il est construit sur un versant orienté sud-est, ce qui lui donne une vue privilégiée sur la mer Egée, ainsi que sur le lever du soleil et de la lune dans la baie.
Les montagnes sont recouvertes de sapins, les semi-montagnes et les plaines principalement de pins, d'oliviers et de cerisiers, ainsi que de châtaigniers, de pommiers, de poiriers et autres. La région est également connue pour ses figues. Il existe de nombreuses sources naturelles dans la région avec de l'eau toute l'année. La mer se trouve à une courte distance et entoure Vítala au nord et à l'est.

## Climat
Avec une température moyenne annuelle de 15,5° à 16,5°C, une pluviométrie moyenne annuelle de 1 000 mm–1 100 mm et une humidité relative annuelle de 60 %–62 %, Vítala présente un bioclimat humide avec des hivers doux ou froids. Le 26 mars 1998, après de fortes pluies, une partie des terres du village a reculé, laissant sept maisons inhabitables et 30 autres craquelées.

## Économie
Les habitants de Vítala sont principalement engagés dans l'agriculture et, plus rarement, dans l'élevage et la pêche.
Les habitants produisaient auparavant régulièrement du vin à des fins commerciales (certainement bien avant l'occupation turque et ce jusqu'en 1954), de la soie (jusqu'en 1950) et du pétrole qui atteignait le port de Kými, qui s'exportait aussi jusqu'en Russie et en France. Au cours de la seconde moitié du XXe siècle, Vítala produisait de l'huile, des figues, des cerises et du miel, ainsi que des viandes et volailles locales.
De nombreux villageois travaillaient en parallèle à la mine nationale de charbon de Kými, c'est-à-dire dans les mines de la région qui ont été ouvertes pour l'extraction de lignite à partir de la première moitié du XIXe siècle. Après la Seconde Guerre mondiale, l'exploitation de la bauxite a duré jusqu'en 1962, date à laquelle les mines de lignite ont été fermées. Cela a entraîné la migration d'une part des villageois vers l'Europe de l'ouest principalement.

## Culture
Les villageois conservent leurs coutumes locales tout au long de l'année. La contribution de l'Association des habitants de Vítala « Ta Kotylaía » de 1983 est également importante, avec un certain nombre d'événements d'intérêt culturel.
- Leur évènement principal est le lendemain de la fête de l'Assomption, le 16 août. Tôt le matin, ils visitent la chapelle du saint Mandylion où se déroule une Divine Liturgie, puis ils se réunissent en familles et préparent de la viande. Le soir du même jour, ils participent à la « Fête de la figue », la fête annuelle du village.
- Le jour de la fête du Saint-Esprit, ils visitent la grotte d'Eftáos dans la forêt au-dessus de Vítala et reçoivent de l'eau bénite.
- Le jour de la Solennité des saints Pierre et Paul, le 30 juin, ils visitent la chapelle des Saint-Prophètes, où est célébrée une Divine Liturgie, puis se réunissent en familles et cuisinent de la viande.
- Chaque premier dimanche de mars, un service commémoratif annuel est organisé en mémoire d'Evángelos Demeroútis, qui est né à Vítala en 1902 et qui, après avoir fait fortune au Mexique, a fait don de plusieurs millions de drachmes pour aboutir à de nombreux travaux publics dans le village, venant également en aide aux plus pauvres et éduquant de nombreux jeunes.

## Tourisme
Il existe de nombreux endroits en dehors du village qui présentent un intérêt touristique et naturel. Les principaux sont présentés ci-dessous, avec leurs coordonnées :
- Le « Moulin du Père-Noël » (« Μύλος του Σάντα | Milos tou Santa » ) à Charokópos 38° 37′ 18″ N, 24° 03′ 59″ E. Il s'agit d'un chemin de promenade d'environ 30 minutes de marche à travers la forêt et la rivière, entre le village abandonné de Charokópos (l'entrée se trouvant à 38° 37′ 39″ N, 24° 03′ 33″ E), et Dendra.
- Le « Lac des fées » (« Νεραϊδολίμνη | Neraïdolimni ») 38° 37′ 37″ N, 24° 03′ 07″ E (l'entrée se trouve à côté de la cascade 38° 37′ 38″ N, 24° 03′ 15″ E)
- La tour vénitienne et la chapelle Saint-Mandilios (Άγιος Μανδηλίος | Agios Mandilios) dans la plaine de Vítala 38° 38′ 15″ N, 24° 01′ 28″ E
- La source naturelle d'Eftaos dans la forêt des Kotylaia 38° 37′ 18″ N, 24° 00′ 29″ E ainsi que la grotte d'Eftaos 38° 37′ 59″ N, 24° 00′ 08″ E (l'entrée du chemin se trouvant en 38° 38′ 26″ N, 23° 59′ 32″ E)
- La plage de Tsilaro 38° 40′ 36″ N, 24° 01′ 41″ E
- La plage de Thapsa 38° 37′ 18″ N, 24° 03′ 59″ E
- La plage de Naftiko 38° 40′ 36″ N, 23° 59′ 00″ E
- La chapelle de la « Vierge Cachée » (« Παναγία η Κρυφή | Panaya i Krifi ») 38° 40′ 38″ N, 24° 02′ 44″ E
- Une position en haut de la montagne avec vue d'ensemble sur la plage de Metochi et sa région 38° 39′ 34″ N, 23° 58′ 02″ E
- Le temple sacré du Prophète Élie (Ιερός Ναός Προφήτη Ηλία | Ieros Naos Profiti Ilia) 38° 40′ 38″ N, 24° 02′ 44″ E, à partir duquel il est possible d'effectuer des randonnées en remontant vers le nord de Vítala. Il est également possible d'atteindre « Metallia (Μεταλλεία) » en haut de la montagne 38° 37′ 06″ N, 24° 01′ 59″ E, un ancien site minier.